# Hans Mischler
Hans Mischler (* 20. November 1911 in Schwarzenburg; Gemeinde Wahlern; † 5. Dezember 1988 in Bern) war ein Schweizer Politiker (SP).
Mischler gehörte von 1950 bis 1972 dem Grossen Rat des Kantons Bern an, den er  1970/71 präsidierte. Von 1964 bis 1970 wirkte er in der bernischen Staatswirtschaftskommission. Von 1958 bis 1974 war er Präsident des Gewerkschaftsbundes Bern, und von 1961 bis 1981 Verwaltungsrat von Coop Bern.